# 竿燈
竿灯（かんとう）は、毎年8月3日 - 6日に秋田県秋田市で行われる祭り、及び祭りに用いられる竹竿と提灯を用いた道具。祭りの正式名称は「秋田竿燈まつり」。
竿燈全体を稲穂に、連なる提灯を米俵に見立て、額・腰・肩などにのせ、豊作を祈る。重要無形民俗文化財に指定されており、青森のねぶた祭、仙台の七夕まつりと並んで東北三大祭りの1つとされる。また、二本松提灯祭り（福島県）、尾張津島天王祭（愛知県）と並び、日本三大提灯祭りにもなっている。2000年までは8月4日 - 7日の日程で開催されていたが、東北地方の他の祭と日程が重なりやすかったため、2001年から1日前倒しして現在に至っている。2020年・2021年は、新型コロナウイルス感染拡大のため中止。2022年は「掛け声の禁止」などの制限もあったが3年ぶりに開催された。2023年からは「掛け声」なども復活し、4年ぶりの通常開催となった。

## 歴史

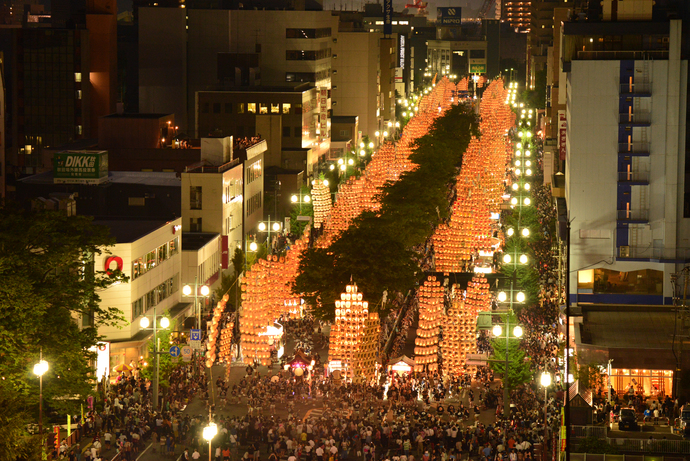
夜竿燈（竿燈大通り）
秋田市オープンデータより

笹や合歓木に願い事を書いた短冊を下げ、それを手に練り歩き川へ流して真夏の邪気や睡魔を払う「眠り流し」が原型とされている。眠り流し自体は江戸時代以前より行なわれており、宝暦年間には現在の原型があったとされ、五穀豊穣や無病息災、技芸上達を願って、旧暦7月7日にあわせて行われる七夕行事とともに、旧暦7月15日のお盆を迎え入れるための一連の行事として現在の形になったとも言われている。「眠り流し」という言葉が訛り、秋田市では「ねぶり流し」と呼んでいる。
竿燈は、外町（町人町）に住む職人や商人によって始められ、お盆に門前に立てる高灯籠を持ち歩けるようにしたのが始まりとされている。次第に灯篭も数十個と下げるようになり、力を競うようになっていった。蝋燭や提灯が町民にも普及したことや、力よりも技を競うようになったことで現在の形になったとされている。いつから現在のような形態になったのかは定かではないが数々の資料から背景を探ることができる。寛政元年（1789年）に書かれた「雪の降る道」には、現在の竿燈に近い姿の絵が描かれている。文化11年（1814年）に書かれた「秋田風俗問状答」には平手で竿燈を持ち上げている絵が描かれている。慶応3年（1867年）に書かれた「出羽の道わけ」には頭に乗せて演技する姿が描かれている。
竿燈の語源は景徳伝灯録の百尺竿頭須進歩からヒントを得て、大久保鐵作によって名付けられたとされている。また、昔は作り灯篭、ネブリナガシ、七夕とも呼ばれていた。
1980年（昭和55年）1月28日、国の重要無形民俗文化財に指定された。

## 概要

### 大きさ
|          | 大若 | 中若 | 小若 | 幼若 |
| -------- | ---- | ---- | ---- | ---- |
| 重さ     | 50kg | 30kg | 15kg | 5kg  |
| 長さ     | 12m  | 9m   | 7m   | 5m   |
| 提灯の数 | 46個 | 46個 | 24個 | 24個 |

### 技
- 五つの基本技（流し、平手、額、肩、腰）があり、それぞれの場所に乗せバランスをとる。どの技も力強く、観客を魅了する。中でも腰の技が一番難しいとされ、流し～腰までの全ての技をしっかり習得するにはかなりの年月を要する。
- 熟練者は、上記の技を和傘を回したり扇子で扇ぎながら行う。多くの傘を持ったり、両手に持ったりと華やかな演技をする。また、一本歯（天狗下駄）を履いて上記の技を行う強者もいる。

- 継竹（竿燈を高くしていくもの）を多く継いで、高くなった竿や大きく湾曲した竿燈を操るのも見物だ。継竹が重さに耐えることができなくなると、折れてしまうこともある。継竹には装飾を施した物もあり、大きな傘の骨組に花を付けた花傘（発祥：城町）や、火消の目印となった纏（発祥：八日町）が取り込まれている。この2つは多くの町内が使用している。最近では継竹９本を成功させた町内もある。

### 提灯
- 竿燈に使われる提灯には、鮮やかな町紋や社章が描かれている。この町紋には縁起物が多い。上米町一丁目は「兎の餅つき」、上米町二丁目は「伊達牡丹」など絵で町内が判断できる。それぞれ町の繁栄など願いを込めて描かれたもので、諸説あるが佐竹義和が描いたとされている。
- 提灯には、雨によって貼った和紙が溶けないように表面に油が塗られている。また、燭台の両脇に空気を通すための穴があり、倒れてしまった時に穴から風が入り、火が消えるように工夫されている。しかし、木や電柱に引っ掛かったり倒れ方が悪いと極めて稀に燃えてしまう。
- 本番は10000個を超える提灯が夜空に輝く。その提灯は職人がすべて手作業で製作している。

### 囃子
- 竿燈囃子には「流し囃子」と「本囃子」の二つがある。流し囃子は、竿燈が会場へ向けて入場するとき、次の場所に移動するとき、町内へ帰るときに演奏される囃子である。本囃子は、竿燈が演技をするときに演奏する囃子である。それぞれの町内によって微妙に音調が違う。
- 竿燈囃子は一つの太鼓を二人で叩く。本囃子は上太鼓と下太鼓にパートが分かれて叩く。それに笛が入り、町内によっては鉦を用いる。
- 古くから伝わる秋田囃子や土崎の湊ばやし、佐竹氏が転封前に治めていた常陸国の天神ばやしが竿燈囃子の原型といわれている。
- 本番期間中はトラックを装飾した屋台に太鼓を乗せ、屋台の上で演奏する。町内によって様々な屋台が登場する。トラックがない時代は荷車を装飾した曳き屋台に太鼓を積み、歩きながら演奏していた。近年、曳き屋台も制作する町内が増えている。

### 掛け声
- 竿燈には掛け声があり、「ドッコイショー　ドッコイショ」掛け声をかけ盛り立てる。ドッコイショとは、重い物を持ち上げることに対することばである。
- 近年、夜竿燈の際に昔使っていた掛け声を現代に伝えようとする試みも行われている。

「ドッコイショー　ドッコイショ　ドッコイショッショ　ドッコイショ　オエタサー　オエタサ　根ッコツイタ オエタサ　ドッコイドッコイドッコイショ」という掛け声を耳にする。重い物を持つ「ドッコイショ」の他に、稲が田にしっかりと根付き、生長していることを意味し豊作の願いが込められている。竿燈が、手、額、肩、腰に乗り、ピタッと静止した様子が稲がしっかり根付いている様子を思わせることからこの掛け声になった。また、夜竿燈終了の際に、竿燈締めが行われ、「ヨォー　ドッコイショー　ドッコイショ ドッコイショッショ　ドッコイショ」の掛け声を手を叩きながら観客と共に会場が一つになり行われる。

## 祭りの流れ

### 御幣渡し
- 竿燈まつり初日の3日の朝に千秋公園内にある八幡秋田神社に各町内・企業の代表が集まり行われる。期間中の安全を祈願し、竿燈の先端に付ける御幣と御札をもらう大事な儀式である。

### 昼竿燈（竿燈妙技会）

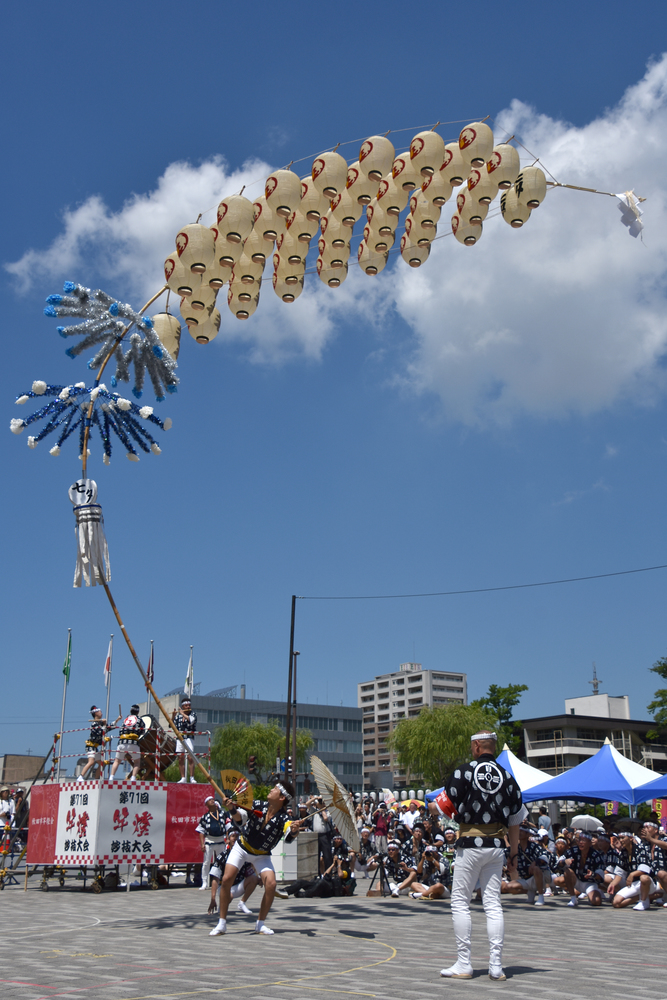
昼竿燈（竿燈妙技会）：秋田市オープンデータより

昭和6年から、竿燈演技や囃子方の技術を向上させるために竿燈妙技会を開催している。
- 直径6mの円の中で、基本演技が忠実かつ安定しているか、型の美しさなどを競う。
- 団体戦、個人戦、囃子方があり、団体戦は「規定演技」と「自由演技」の2つがある。
- 小若の大会も行われ、「規定演技」と「囃子方」が行われる。
- 4日から5日まで大若の予選が行われ、6日は大若、小若の決勝が行われる。
- エリアなかいちのにぎわい広場で行われ、雨天時は秋田市立体育館で開催される。過去には、通町や中土橋通りなどで行われていた。

「保戸野鉄砲町」「上米町一丁目」「柳町」「八日町」「馬口労町」の５町内は、大若団体・自由・個人・囃子方の部門全てを制覇している。
保戸野鉄砲町は団体規定演技において2度の4連覇をしている。個人戦では、同町内から4年連続チャンピオンを輩出している。
妙技会の全種目を優勝した方はこれまでに２名しかおらず、「藤田英幸さん（柳町）」、「貴志冬樹さん（上米町一丁目）」は大若全種目で優勝している。
- 妙技会以外にも駅前のアゴラ広場やスポンサー先など様々な場所で竿燈が上げられている。

### 夜竿燈

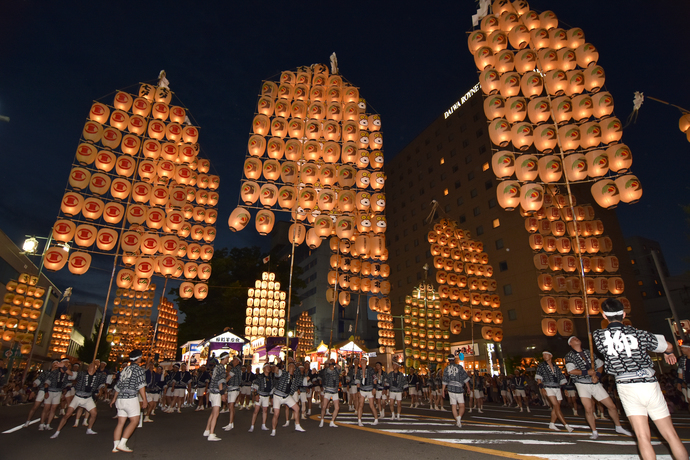
夜竿燈：秋田市オープンデータより

- 竿燈のメインは、夜に行われる竿燈である。小雨決行だが雨量が多いときは中止となる。
- 竿燈大通り（二丁目橋〜山王十字路の間）で行われている。昔は、大町や茶町、通町などで行われ、街灯、電線の設置や観客の増加に伴い、楢山グラウンド、土手長町、広小路、千秋公園、山王大通り、新国道などと転々としてきた。
- 多くの町内、企業が参加し250本以上の竿燈に灯が灯り、光の稲穂の競演が始まる。途中2回の移動を行い、計3回の演技を行う。3回目終了後は「ふれあい竿燈」があり、実際に小若、幼若の竿燈を持ったり、竿燈をバックに記念撮影をしたり、太鼓を叩いたりできる。
- 大半の町内にはスポンサーがついており町内の竿燈とスポンサーの竿燈を上げているが、スポンサーをつけない町内もある。中でも川反五丁目竿燈会は川反の店舗の協力で行っており、垂れ幕を下げて演技を行っている。
- 観覧席や沿道の上にはロープが張られており、倒れても被害が出ないようになっている。2010年までは提灯も飾られていたが、東日本大震災による節電対策で撤去されている。
- 夜竿燈で使用されて短くなった蝋燭は、安産祈願のお守りとして配られている。
- 2023年からは演技途中に歩行者が横断できる時間もでき、より観光客が大通りを行き来しやすい環境となった。

### 御幣流し
- 竿燈まつり4日間を終えた次の朝（8月7日）に各町内・企業の代表が刈穂橋（馬口労町通り）に集まり、真夏の邪気や睡魔と共に一斉に旭川に流す。これでまつりが全て終了する。

## 出竿町内
- 現在、祭りに参加している町内
  - 保戸野鉄砲町・新川向南町・上亀之丁※・上米町一丁目・上米町二丁目・下米町一丁目・下米町二丁目・川反五丁目・本町五丁目・本町六丁目・豊島町※・柳町・八日町・下肴町・寺町二区・寺町四区・鐵砲町・上鍛冶町・下鍛冶町・四十間堀町・城町・室町・馬口労町・向馬口労町・西馬口労町・川口・川尻本町・毘沙門町・南通り・登町・共和町・川口境・牛島・茨島・新屋・勝平・駅東・泉一ノ坪　※太字の１８町内は、竿燈が発祥した江戸時代中期より竿燈に参加している。※印は休止した期間もあり。
- 過去に参加していた町内
  - 上通町・中通町・大工町・新大工町・上肴町・下亀之丁・茶町梅之丁・田中町・横町・船大工町・十人衆町・四十間堀川反・鍛冶町川反・新城町・誓願寺門前町・酒田町・上川口・中川口・下川口・川口新町・川口新町中丁・本渡町・川口上裏町・川尻新川町・入川橋通り・東根小屋町・楢山南部・旭橋通り・山王三丁目・松ヶ丘
- 文化元年に書かれた「秋田紀麗」には、三十六町から出されたと書かれており、当時は外町の商人・職人の町内のみから出されていたことがわかる。
- 武士の制度が解かれるにつれて外町以外の町内からも竿燈が出されるようになっていった。

## 県外出竿

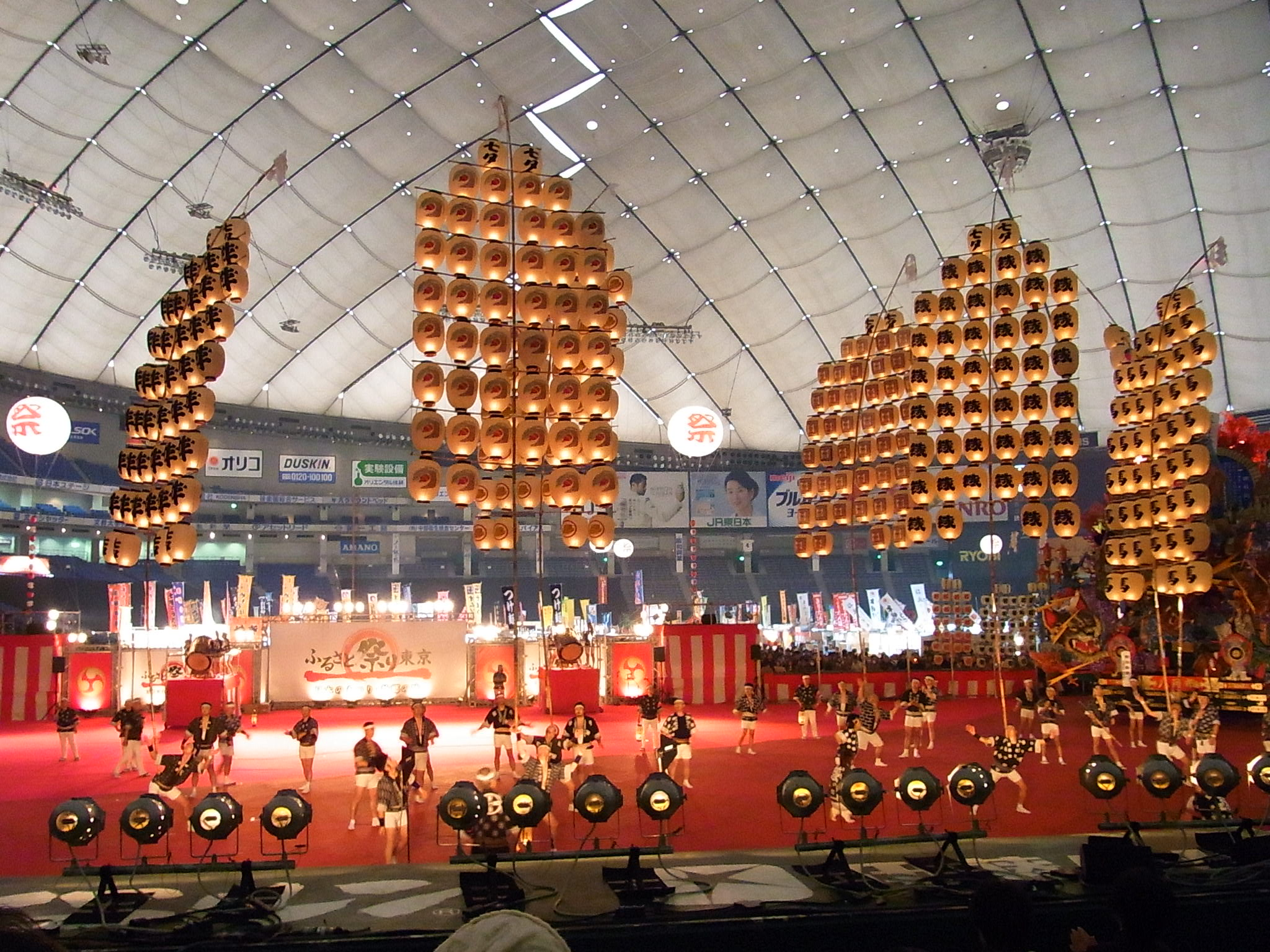
ふるさと祭り東京（東京ドーム 2010年1月11日撮影）

- 竿燈まつりが全国的に有名になってからは、出張竿燈（臨時出竿）と呼ばれる県外での竿燈演技を開催しており、海外でも竿燈が上げられている風景が見られる。
- 2008年（平成20年）度の「高円宮殿下記念地域伝統芸能賞」を、秋田市竿燈会が受賞した。これに伴い、2008年10月12日（日）に、さいたまスーパーアリーナで実施された「日本のまつり・The MATSURIサミット」（咲いたまつりと同時開催）で妙技が行われた。また、そのプレイベントとして、前日の2008年10月11日（土）には、浦和パルコ前で妙技が行われた。
- 近年では上記さいたまでの妙技を含め、東京近郊で妙技が披露されることがある。毎年開催されているものでは、1月に東京ドームで行われる『ふるさと祭り東京 〜日本のまつり・故郷の味〜』、8月に茨城県つくば市のつくば駅周辺で行われる『まつりつくば』がある。『ふるさと祭り東京』『まつりつくば』両方ともに、青森ねぶたも披露されている。他にも、2010年5月からは浅草寺・浅草オレンジ通り付近での妙技披露[4]、上野広小路での「上野夏祭りパレード」にも毎年出演している。
- 戊辰戦争・および秋田戦争から150年を迎える2018年(平成30年)5月12日には、秋田戦争で中心的な役割を果たし、最も多くの戦死者を出した佐賀藩士たちの出身地である佐賀県武雄市において「秋田竿燈まつりin武雄」が開催された。この時には、九州各地から約8万人の人出があったという[5]。現在、秋田市と武雄市の間では「秋田市及び武雄市の交流に関する協定書」が締結されている。

## アクセス

### 鉄道
竿燈大通りまで
- JR奥羽本線（秋田新幹線）秋田駅西口から徒歩10分。

竿燈妙技会会場まで
- 同駅西口から徒歩10分。

### 道路
- 秋田自動車道経由
  - 秋田南ICから国道13号で10分、「茨島交差点」を右折（秋田市街方面へ）。秋田県道56号秋田天王線で「山王十字路」で右折して、秋田県道26号秋田停車場線の「二丁目橋」までの間の区間。
  - 秋田中央ICから秋田県道62号秋田北野田線を進み、「城東十字路」を右折。秋田県道28号秋田岩見船岡線交点を左折。秋田県道26号秋田停車場線の交点を右折し、道なりに進むと二丁目橋向から西側が会場となる。
    - 2008年から秋田中央ICから秋田県道62号秋田北野田線・秋田中央道路「旭北ランプ」出口。各駐車場へ。秋田中央道路は「駅東出入口は18:00」「旭北出入り口は18:15」から開放時まで全区間閉鎖。

### 秋田空港から
- 秋田空港からリムジンバスに乗って、北都銀行前か、交通公社前下車（所要：50分）。

### 秋田港から
- フェリーターミナルから路線バスで「山王十字路」「大町二丁目」「交通公社前」のどちらかで下車。
- 車で、国道7号経由（臨海十字路・県庁前経由）で20分程度

## その他
- 「金津七夕」（かなづたなばた）[6][7] … 宮城県角田市金津地区で8月7日に行われる県指定民俗文化財の祭り。子供たちが秋田の竿燈に似た提灯などを掲げて行列を成し、古今和歌集にある「七夕の戸渡る舟のかじの葉に いく秋かきつ露の玉づさ」という古歌を唱和して街中を練り歩く。藩政期から350年以上の歴史があると言われるが、秋田の竿燈との関係については不明。
- 鳥取県米子市で1973年から行われている「がいな祭り」のうちの「がいな万灯」（1989年から）は、「米子竿灯（のちに万灯（=まんとう））」と名乗っている。これは、自衛隊米子駐屯地が秋田駐屯地の研修の一環として参加し、それをお土産として中心になって勝手に始めたものであるため、秋田の竿燈会が存在を知り抗議を行い、念書として「海外公演をしない」などの制約をした条件で、現在もなお続けられているものである[8][9]。